# 城の廃墟と教会のある風景
『城の廃墟と教会のある風景』（しろのはいきょときょうかいのあるふうけい、蘭: Weids landschap met kasteelruïne en kerktoren、英: A Landscape with a Ruined Castle and a Church）は、オランダ黄金時代の画家ヤーコプ・ファン・ロイスダールが1665年頃にキャンバス上に油彩で制作した風景画である。画家は、本作と同じ眺め、あるいはその一部をかなり変化させて描いたもっと小さな作品を、本作も含め少なくとも4点描いてる。作品は現在、ロンドン・ナショナル・ギャラリー に所蔵されている。

## 作品
1657年に、ロイスダールはアムステルダムに移り住んだ。この作品は、アムステルダムの東にある地域、ホーイラントの眺めを表したものかもしれない。前述のように、この作品も含め同じ眺めの作品は数点あり、したがって本作は自然らしく見えるにもかかわらず、当時の風景画と同様に画家のアトリエで組み立てられたものである。
オランダのパノラマ風景画は低い視点を暗示する低い地平線を特徴とする。本作でも地平線は低く設定され、画面を支配しているのはその3分の2を占め、さらに前景の水の部分にも映し出されている空である。この空は、湿り気を含んだオランダの空そのものであり、雲が大波のようにうねり、太陽が時折雲間から現れて、田園地帯のあちこちをスポットライトのように照らし出す。しかし、それ以上に注目に値するのは、雲が空間の中を動いていく、それも鑑賞者の頭上を越えて動いていくような錯覚を起こさせることであろう。長い地平線も画面の枠を超えて伸びているように感じられ、これを中断するのは教会の尖塔と風車の白い小さな翼のみである。しかし、風景の中にいるような感覚は、鑑賞者の視点と前景との関係によって弱められる。地平線の下方に立っている城塞の中を見下ろさせることで、ロイスダールは鑑賞者の視点が考えられないほど高い所にあることを仄めかしているからである。これは超然たる見方を示しており、英雄的な遠い昔を偲ばせる物悲しい名残が呼び起こす悲歌的な雰囲気を強めている。

## 過去の記述
本作は、1911年に研究者のホフステーデ・デ・フロートにより以下のように記述された。
136番。トウモロコシ畑、羊、人物のいる風景。ジョン・スミス (美術史家) 214番。はるか遠くまで開けた平野の眺めで、森、トウモロコシ畑、木々の中の村々と教会、小屋、そして風車に彩られている。前景には、木々と藪が周囲を縁取る、澱んだ濠のある城の廃墟がある。左側には、曲がりくねった道が、刈り取ったトウモロコシの束のある畑と林の中を通っており、遠景では見えなくなっている。羊飼いが古城の壁に腰かけて、犬と3匹の羊の側の地面に座っている青年と話している。反対側の砦には3匹の羊がいる。 砦の裂け目には男が立っている。水たまりには白鳥がいる。人物と家畜は、アドリアーン・ファン・デ・フェルデの手になるものである (こうした分業は、オランダの風景画ではごく普通のことであった)。嵐がちょうど通り過ぎた後である。空には、渦巻く雲の塊があり、その間から日光が遠景の風車に降り注いでいる。風景の他の場所は、部分的に影になっている。「この主要な作品は、風景画という奇妙なジャンルにおける画家の傑作として挙げていいかもしれない」(ジョン・スミス)。 [775番, 776番を参照] キャンバス、縦43インチ、横57インチ。1857年、Sandersonによりマンチェスターで展示、699番。 売却、1800年6月11日、アムステルダムでヤン・ギルデメーステルにより、190番 (315フローリン、Tays)。1825年、パリのMarquis de Marialvaのコレクション。ジョン・スミスにより個人的に購入される。売却、1828年、ロンドン、ジョン・スミス (472ポンド10シリング)。1831年、ロンドン、Abrahams (275ポンド)。1835年、ロンドンのRichard Sandersonのコレクション (ジョン・スミス)。売却、1848年6月17日、ロンドン、R.Sanderson (504ポンド、Brown)。しかし、明らかに買い入れられた。1854年にSandersonのコレクションにあったため (ヴァーゲン、ii. 288)。1851年にマンチェスターに貸し出された。
この情景は、ロイスダールがこの時期に描いた他の作品に非常に類似している。

『べフェルウェイクの眺め』 、ナショナル・ギャラリー (ロンドン)、目録番号36
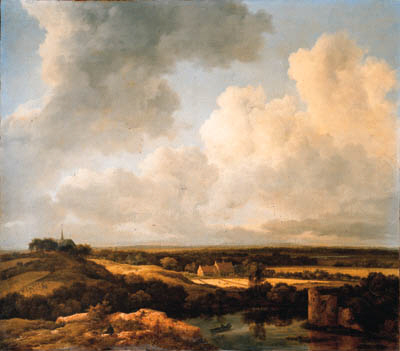
『砦の廃墟』1998年のクリスティーズで売却。目録番号775。